# Широково (Болгарія)
Широ́ково (болг. Широково) — село в Русенській області Болгарії. Входить до складу общини Две-Могили.

## Населення
За даними перепису населення 2011 року у селі проживали 82 особи, з них 81 особа (98,8%) — болгари.
Розподіл населення за віком у 2011 році:
Динаміка населення: